# Cercopitec de Lowe
El cercopitec de Lowe (Cercopithecus lowei) és una espècie de primat del gènere dels cercopitecs (Cercopithecus), dins de la família dels cercopitècids. És un parent molt proper del cercopitec de Campbell i sovint se'l classifica com a subespècie d'aquest últim.
Té una llargada corporal de 35-55 cm i pesa uns 2,5-6 kg. Els mascles són bastant més pesants que les femelles.
Aquest tàxon fou anomenat en honor del naturalista i explorador britànic Willoughby Prescott Lowe.